# Divi filius

Divi filius este o expresie latină însemnând „fiu divin” (sau „fiul unui zeu”) și a fost un titlu folosit îndeosebi de împăratul Octavianus Augustus, nepot de gradul trei și fiul adoptiv al lui Iulius Cezar.

## Octavianus
La 1 ianuarie 42 î.Hr., adică la aproximativ doi ani după asasinarea lui Iulius Cezar în 15 martie 44 î.Hr., dar înainte de victoria finală a celui de-al doilea triumvirat asupra conspiratorilor care au luat viața acestuia, Senatul Roman l-a recunoscut ca divinitate. El a fost astfel denumit Divus Iulius („divinul Iulius”), iar fiul său adoptiv Octavianus s-a denumit Divi filius („fiul celui zeificat, fiul zeului”). Forma completă divi Iuli filius („fiul divinului Iulius”) a fost, de asemenea, utilizată.
Octavianus a folosit tilul divi filius pentru a-și înainta poziția sa politică, învingându-și în final toți rivalii la putere din statul roman. Pentru el titlul era „un instrument util de propagandă” și a fost expus pe monedele pe care le-a emis.

## Alți împărați
Deoarece însuși Augustus (titlul „Augustus” i-a fost conferit oficial lui Octavianus de către Senat în anul 27 î.Hr.) și alți împărați romani au fost zeificați după moarte, titlul Divi Filius a fost aplicat și unor succesori ai lui Augustus, printre care Tiberius, Nero și Domițian.